# Псковская губерния
Пско́вская губе́рния (рус. дореф. Псковская губернія) — административная единица Российской империи, Российской республики и РСФСР (до 1927 года). Губернским городом являлся город Псков. Существовала с 1772 по 1777 год и с 1796 по 1927 год, после чего вошла в состав образованной Ленинградской области. По площади на 1914 год занимала 44 211,2 км²
(38 846,5 квадратных вёрст), в 1924—1926 годах — 51 716 км². Население согласно данным переписи 1897 года — 1 122 317 человек, в 1926 году — 1 788 418 человек. В 1900 годах насчитывалось 1 млн. 188 тыс. жителей, причём на долю городского населения приходилось всего лишь 86 тыс. человек, преобладало крестьянство — более 93 процентов общего количества жителей.

## История
- В 1510 году Псковская республика была присоединена московским князем Василием III к Московскому государству.
- В 1708 году территория Псковской земли вошла в состав Ингерманландской губернии, в 1710 году переименованной в Санкт-Петербургскую.
- В 1719 году губерния была поделена на провинции, была образована Псковская провинция. Уездными городами её являлись: Гдов, Изборск, Остров, Опочка, Псков, Холмский Посад, Заволочье, Пусторжев и Кобыльск.
- В 1727 году из Санкт-Петербургской губернии была выделена Новгородская губерния, которая состояла из 5 провинций (Новгородской, Псковской, Великолуцкой, Тверской и Белозерской).
- В 1772 году, после первого раздела Польши, была создана Псковская губерния (центром губернии был город Опочка)[4]. В неё были включены 2 провинции Новгородской губернии (Псковская и Великолуцкая) и новые — Двинская (Польская Лифляндия) и Полоцкая из земель бывшего Полоцкого воеводства, а в конце этого же года присоединена из Могилёвской губернии Витебская провинция[5].
- Во второй половине 1776 года Псковская губерния была разделена на две новые губернии — Полоцкую и Псковскую. При этом к Псковской губернии с центром в городе Псков отошли бывшие Псковская и Великолуцкая провинции, а из Новгородской губернии Порховский, Гдовский уезды, а также некоторые погосты Новгородского уезда «кои от вновь проложенной прямой дороги от Гатчинской мызы на Порхов по правую сторону останутся»[6].
- В 1777 году вместо губернии было создано Псковское наместничество в составе 10 уездов (Великолукский, Гдовский, Лугский, Опочецкий, Островский, Порховский, Псковский, Новоржевский, Торопецкий и Холмский).
- В 1781 году Гдовский и Лугский уезды отошли к Санкт-Петербургской губернии, а ещё через год был образован Печерский (Печорский)[7] уезд.
- В 1796 году наместничество было преобразовано в Псковскую губернию. На тот момент губерния состояла из 6 уездов: Псковского, Великолуцкого, Опочецкого, Островского, Порховского и Торопецкого. Печорский, Новоржевский и Холмский уезды упразднены[8].
- В 1802 году повторно были выделены два уезда: Холмский и Новоржевский[9].Территория Псковской провинции из Атласа Российского 1745 года

### При советской власти
- В апреле 1918 года восемь северо-западных губерний — Петроградская, Новгородская, Псковская, Олонецкая, Архангельская, Вологодская, Череповецкая и Северодвинская — были объединены в Союз коммун Северной области, который уже в 1919 году был упразднён. Также после Октябрьской революции Псковская губерния претерпела и ряд территориальных изменений, так в 1920 году часть западных уездов отошли к Эстонии (Псковского) и Латвии (Псковского и Островского), а в 1924 году из Витебской губернии в Псковскую были переданы Велижский, Невельский и Себежский уезды.
- В 1927 году Псковская губерния была ликвидирована и вошла в состав Ленинградской области[10][11].

## Административное деление
В период с 1802 по 1920 гг. Псковская губерния состояла из 8 уездов:
| № | Название           | Уездный город             | Герб уездного города | Площадь, вёрст² | Население (1897), чел. |
| - | ------------------ | ------------------------- | -------------------- | --------------- | ---------------------- |
| 1 | Великолукский уезд | Великие Луки (8 466 чел.) |                      | 4 173,3         | 123 779                |
| 2 | Новоржевский уезд  | Новоржев (2 838 чел.)     |                      | 3 247,8         | 113 769                |
| 3 | Опоческий уезд     | Опочка (5 735 чел.)       |                      | 4 069,9         | 135 654                |
| 4 | Порховский уезд    | Порхов (5 551 чел.)       |                      | 6 045,9         | 175 853                |
| 5 | Островский уезд    | Остров (6 268 чел.)       |                      | 4 370,6         | 161 877                |
| 6 | Псковский уезд     | Псков (30 478 чел.)       |                      | 5 142,2         | 226 756                |
| 7 | Торопецкий уезд    | Торопец (7 368 чел.)      |                      | 5 222,0         | 96 472                 |
| 8 | Холмский уезд      | Холм (5 894 чел.)         |                      | 5 713,2         | 88 157                 |

### Заштатный город
| Город  | Население (1897) | Входит в       | Герб |
| ------ | ---------------- | -------------- | ---- |
| Печеры | 1269 чел.        | Псковский уезд |      |

## Руководство губернии

### Генерал-губернаторы
| Ф. И. О.                   | Титул, чин, звание                                                             | Время замещения должности |
| -------------------------- | ------------------------------------------------------------------------------ | ------------------------- |
| Чернышёв Захар Григорьевич | граф, генерал-аншеф, генерал-губернатор двух губерний: Могилёвской и Псковской | 1772—1777                 |
| Сиверс Яков Ефимович       | генерал-поручик (был в должности государева наместника Псковского)             | 1777—1781                 |
| Репнин Николай Васильевич  | князь, генерал-аншеф                                                           | 1782—1791                 |
| Игельстром Осип Андреевич  | барон, генерал-аншеф                                                           | 1792—1793                 |
| Осипов Григорий Михайлович | генерал-поручик                                                                | 1794—1796                 |

### Военные губернаторы
| Ф. И. О.                     | Титул, чин, звание | Время замещения должности |
| ---------------------------- | --- | ------------------------- |
| Философов Михаил Михайлович  | генерал от инфантерии | 1797—1798                 |
| Розенберг Андрей Григорьевич | генерал от инфантерии | 1798—1799                 |
| Гика Иван Карлович           | князь, генерал от инфантерии | 1799—1800                 |
| Паулуччи Филипп Осипович     | маркиз, генерал от инфантерии, генерал-адъютант (был в должности Рижского военного генерал-губернатора и управлял Псковской губернией со времени причисления к Остзейским губерниям Указом от 06.08.1823 до окончательного отделения 31.12.1829) | 1823—1829                 |

### Губернаторы
| Ф. И. О.                    | Титул, чин, звание | Время замещения должности |
| --------------------------- | ------------------ | ------------------------- |
| Кречетников Михаил Никитич  | генерал-майор      | 1772—1775                 |
| Нарышкин Алексей Васильевич | камергер           | 1775—1776                 |
| Нолькен Христофор Романович | бригадир           | 1776—1777                 |

### Правители наместничества
| Ф. И. О.                    | Титул, чин, звание               | Время замещения должности |
| --------------------------- | -------------------------------- | ------------------------- |
| Нолькен Христофор Романович | бригадир                         | 1777—1778                 |
| Мансуров Павел Дмитриевич   | генерал-поручик                  | 1778—1781                 |
| Кожин Алексей Никитич       | действительный статский советник | 1782—1783                 |
| Пиль Иван Алферьевич        | генерал-поручик                  | 1783—1788                 |
| Зуев Харитон Лукич          | действительный статский советник | 1788—27.01.1797           |

### Губернаторы
| Ф. И. О.                                         | Титул, чин, звание                                                                                        | Время замещения должности |
| ------------------------------------------------ | --- | ------------------------- |
| Молчанов Иван Андреевич                          | действительный статский советник                                                                          | 29.01.1797—23.03.1797     |
| Алексеев Илларион Спиридонович                   | действительный статский советник                                                                          | 23.03.1797—05.09.1798     |
| Беклешов Николай Андреевич                       | тайный советник                                                                                           | 05.09.1798—26.12.1800     |
| Ламздорф Яков Иванович                           | тайный советник                                                                                           | 26.12.1800—02.1807        |
| Лаба Николай Осипович                            | действительный статский советник                                                                          | 02.1807—13.04.1811        |
| Шаховской Пётр Иванович                          | князь, тайный советник                                                                                    | 13.04.1811—12.12.1816     |
| Адеркас Борис Антонович                          | действительный статский советник                                                                          | 12.12.1816—12.09.1826     |
| Квитка Андрей Фёдорович                          | действительный статский советник                                                                          | 12.09.1826—04.01.1830     |
| Пещуров Алексей Никитич                          | действительный статский советник                                                                          | 28.01.1830—29.11.1839     |
| Бартоломей Фёдор Фёдорович                       | генерал-майор                                                                                             | 09.12.1839—28.02.1845     |
| Черкасов Александр Львович                       | действительный статский советник                                                                          | 28.02.1845—06.09.1856     |
| Муравьёв Валериан Николаевич                     | действительный статский советник                                                                          | 30.11.1856—19.02.1864     |
| Пален Константин Иванович                        | граф, статский советник, и. д. (утверждён с произведением в действительные статские советники 01.01.1865) | 26.02.1864—01.01.1867     |
| Обухов Борис Петрович                            | в звании камергера, действительный статский советник                                                      | 20.01.1867—30.03.1868     |
| Каханов Михаил Семёнович                         | действительный статский советник, и. д. (утверждён 21.08.1868)                                            | 17.04.1868—01.04.1872     |
| Прутченко Михаил Борисович                       | в звании камергера, действительный статский советник                                                      | 09.06.1872—13.01.1886     |
| Икскуль фон Гильденбандт Александр Александрович | тайный советник                                                                                           | 30.01.1886—02.03.1888     |
| Пащенко Константин Иванович                      | тайный советник                                                                                           | 31.03.1888—07.06.1900     |
| Васильчиков Борис Александрович                  | князь, в должности шталмейстера, действительный статский советник                                         | 07.06.1900—13.06.1903     |
| Адлерберг Александр Васильевич                   | граф, действительный статский советник                                                                    | 13.06.1903—24.01.1911     |
| Медем Николай Николаевич                         | барон, действительный статский советник                                                                   | 24.01.1911—12.1915        |
| Явленский Дмитрий Григорьевич                    | | 21.01.1916—20.02.1916     |
| Келеповский Аркадий Ипполитович                  | действительный статский советник                                                                          | 30.03.1916—15.08.1916     |
| Кашкаров Борис Дмитриевич                        | | 15.08.1916—03.1917        |

### Губернские предводители дворянства
| Ф. И. О.                             | Титул, чин, звание                                                                  | Время замещения должности |
| ------------------------------------ | ----------------------------------------------------------------------------------- | ------------------------- |
| Голенищев-Кутузов Илларион Матвеевич | генерал-поручик                                                                     | 1779—1781                 |
| Криницын Данила Иванович             | полковник                                                                           | 1781—1784                 |
| Чихачёв Матвей Данилович             | действительный статский советник                                                    | 1784—1794                 |
| Ганнибал Пётр Абрамович              | генерал-майор                                                                       | 1794—1796                 |
| Мягкий Ларион Лазаревич              | надворный советник                                                                  | 1796—1799                 |
| Рокотов Матвей Евстигнеевич          | статский советник                                                                   | 1799—1802                 |
| Брилкин Михаил Никитич               | коллежский советник                                                                 | 1802—1808                 |
| Вохин Степан Петрович                | коллежский асессор                                                                  | 1808—1809                 |
| Великопольский Николай Львович       | полковник                                                                           | 1809—1810                 |
| Бороздин Михаил Михайлович           | генерал-лейтенант                                                                   | 1810—1811                 |
| Расихин Климентий Никифорович        | действительный статский советник и кавалер                                          | 1811—1812                 |
| Штакельберг Карл Адамович            | титулярный советник                                                                 | 1812—1813                 |
| Карамышев Николай Степанович         | генерал-майор                                                                       | 1814—1823                 |
| Львов Алексей Иванович               | полковник артиллерии                                                                | 1823—1826                 |
| Васильчиков Алексей Васильевич       | камергер и кавалер                                                                  | 1826—1829                 |
| Пещуров Алексей Никитич              | статский советник и капитан-командор                                                | 1829—1830                 |
| Базюкин Дмитрий Михайлович           | капитан 2 ранга                                                                     | 1830—1831                 |
| Васильчиков Николай Васильевич       | генерал-майор                                                                       | 1831—1832                 |
| Яхонтов Николай Александрович        | камергер, статский советник                                                         | 1832—1835                 |
| Крекшин Николай Иванович             | коллежский советник                                                                 | 1835—1841                 |
| Беклешов Николай Сергеевич           | тайный советник, камергер                                                           | 1841—11.1859              |
| Грушецкий Михаил Михайлович          | гвардии капитан, и. д. (Псковский уездный предводитель дворянства)                  | 29.11.1859—1862           |
| Волков Николай Степанович            | коллежский советник, действительный статский советник                               | 1862—1865                 |
| Фитингоф-Шель Александр Борисович    | барон, действительный статский советник                                             | 1865—1877                 |
| Зарин Александр Евгеньевич           | тайный советник                                                                     | 1877—04.1893              |
| Карамышев Модест Модестович          | действительный статский советник, и. д. (Псковский уездный предводитель дворянства) | 11.04.1893—03.03.1895     |
| Новосильцов Николай Иванович         | отставной гвардии полковник, в должности егермейстера, гофмейстер                   | 03.03.1895—1904           |
| Философов Владимир Владимирович      | действительный статский советник                                                    | 20.04.1904—1907           |
| Скворцов Михаил Николаевич           | генерал-майор в отставке                                                            | 18.02.1907—1910           |
| Лавриновский Николай Павлович        | гофмейстер, тайный советник                                                         | 13.02.1910—1913           |
| Зубчанинов Сергей Иванович           | титулярный советник, действительный статский советник                               | 1913—1917                 |

### Вице-губернаторы
| Ф. И. О.                          | Титул, чин, звание                                              | Время замещения должности |
| --------------------------------- | --------------------------------------------------------------- | ------------------------- |
| Голохвастов Алексей Иванович      | бригадир                                                        | 1777—1782                 |
| Зуев Харитон Лукич                | статский советник                                               | 1782—1786                 |
| Брылкин Михаил Иванович           | статский советник                                               | 1786—1793                 |
| Деденев Егор Алексеевич           | статский советник                                               | 1793—1795                 |
| Беклешов Николай Андреевич        | статский советник                                               | 1795—05.09.1798           |
| Венгерский Пётр                   | статский советник                                               | 05.09.1798—21.06.1800     |
| Бибиков Михаил Иванович           | статский советник                                               | 21.06.1800—1805           |
| Бакеев Степан Васильевич          | капитан-командор                                                | 1805—1807                 |
| Фигнер Самуил Самуилович          | статский советник                                               | 1807—1809                 |
| Ренненкампф Христофор Павлович    | статский советник                                               | 14.08.1811—30.08.1816     |
| Сонцов Пётр Александрович         | статский советник                                               | 30.08.1816—15.12.1816     |
| Вакансия                          |                                                                 | 15.12.1816—28.05.1817     |
| Сокол Павел Фёдорович             | коллежский советник                                             | 28.05.1817—04.06.1820     |
| Баранов Михаил Александрович      | коллежский советник                                             | 04.06.1820—26.12.1823     |
| Татаринов Фёдор Иванович          | коллежский советник                                             | 26.12.1823—11.07.1826     |
| Дубецкий Григорий Петрович        | коллежский советник                                             | 11.07.1826—30.11.1828     |
| Лаубе Иван Иванович               | статский советник                                               | 30.11.1828—03.08.1830     |
| Деденев Алексей Егорович          | коллежский советник                                             | 06.10.1830—19.02.1837     |
| Афендик Иван Корнилович           | действительный статский советник                                | 19.02.1837—01.02.1838     |
| Кожевников Матвей Львович         | коллежский советник                                             | 01.02.1838—13.01.1839     |
| Васьков Николай Иванович          | статский советник                                               | 04.03.1839—05.07.1843     |
| Потулов Ипполит Михайлович        | действительный статский советник                                | 05.07.1843—03.03.1856     |
| Оголин Александр Степанович       | статский советник                                               | 03.03.1856—26.07.1857     |
| Перовский Лев Николаевич          | статский советник                                               | 26.07.1857—02.08.1859     |
| Родзянко Николай Васильевич       | действительный статский советник                                | 02.08.1859—31.03.1867     |
| Бендон Константин Данилович       | действительный статский советник                                | 12.05.1867—03.06.1870     |
| Жемчужников Александр Михайлович  | действительный статский советник                                | 03.06.1870—01.01.1873     |
| Урусов Александр Павлович         | князь, коллежский советник                                      | 16.02.1873—12.04.1874     |
| Теляковский Леонид Константинович | статский советник, действительный статский советник             | 29.05.1874—01.01.1890     |
| Брянчанинов Николай Семёнович     | действительный статский советник                                | 01.01.1890—16.02.1893     |
| Адлерберг Александр Васильевич    | в званиях камергера, коллежского советника, статского советника | 18.02.1893—03.01.1898     |
| Хвостов Алексей Алексеевич        | коллежский советник, статский советник                          | 16.01.1898—06.03.1900     |
| Пален Константин Константинович   | граф, церемониймейстер                                          | 06.03.1900—30.05.1902     |
| Андреевский Сергей Сергеевич      | статский советник                                               | 30.05.1902—30.12.1902     |
| Медем Николай Николаевич          | барон, коллежский советник, действительный статский советник    | 04.01.1903—24.01.1911     |
| Крейтон Владимир Николаевич       | статский советник, действительный статский советник             | 24.01.1911—1914           |
| Оболенский Сергей Дмитриевич      | князь, полковник                                                | 1914—1916                 |
| Арсеньев Василий Сергеевич        | надворный советник                                              | 1916—1917                 |

### Председатели Псковской губернской земской управы[14]
- Назимов Михаил Александрович, с 18 июня 1865 по 7 декабря 1865 г.
- Шаховской Фёдор Васильевич, с 7 декабря 1865 по 1870 г.
- Вохин Николай Николаевич, с 1870 по 1871 г.
- Зарин Александр Евгеньевич, с 22 февраля 1872 по 1879 г.
- Беклешов Николай Алексеевич, с 1880 по 1888 г.
- Неклюдов Александр Михайлович, с 1888 по 1891 г.
- Горбунов Василий Павлович, с 1892 по 22 ноября 1905 г.
- Зубчанинов Сергей Иванович, с 3 декабря 1905 по 1913 г.
- Фон-дер-Беллен Александр Александрович, с марта 1913 по октябрь1917 г.

## Население
М. Миротворцев в своей работе «Об эстах или полуверцах Псковской губернии» (1860) особо отмечает присутствие финно-угорского (эстонского и сетукезского) компонента на северо-западе Псковской губернии. 

«Эсты Псковской губернии, в числе около 7 000 душ обоего пола, живут между русских в северо-западном крае Псковского уезда в третьем или Печёрском стане и почти все принадлежат к сословию государственных крестьян. Они находятся в неравном числе в приходах: Печёрском, Изборском, Тайловском, Залесском, Верхоустенском, Колпинском и Зачеренском. Из этих приходов почти сполна заселён эстами Тайловский.»
 Отмена крепостного права в нечернозёмной России повысила мобильность населения Псковского северо-запада: с одной стороны землю здесь начали активно скупать безземельные латышские и особенно эстонские крестьяне. С другой стороны, усилилось обрусение сету и началась эмиграция населения всех национальностей в Сибирь.
Национальный состав Псковской губернии в 1897 г. (по данным о языке по переписи населения 1897 г.):
| Национальность | В 1897 году, чел. | %        |
| -------------- | ----------------- | -------- |
| Великороссы    | 1 063 007         | 94,72 %  |
| Эстонцы        | 25 458            | 2,27 %   |
| Латыши         | 11 127            | 0,99 %   |
| Евреи          | 7361              | 0,66 %   |
| Поляки         | 4466              | 0,40 %   |
| Немцы          | 3885              | 0,35 %   |
| Финны          | 3645              | 0,32 %   |
| Белорусы       | 2321              | 0,21 %   |
| Цыгане         | 647               | 0,06 %   |
| Малороссы      | 77                | 0,01 %   |
| другие         | 323               | 0,03 %   |
| всего          | 1 122 317         | 100,00 % |

Национальный состав в 1897 году по уездам:
| Уезд             | русские | эстонцы | латыши | евреи | финны |
| ---------------- | ------- | ------- | ------ | ----- | ----- |
| Губерния в целом | 94,7 %  | 2,3 %   | …      | …     | …     |
| Великолукский    | 96,7 %  | …       | …      | …     | …     |
| Новоржевский     | 97,9 %  | …       | …      | …     | …     |
| Опочецкий        | 98,5 %  | …       | …      | …     | …     |
| Островский       | 96,5 %  | …       | 1,8 %  | …     | …     |
| Порховский       | 97,8 %  | …       | …      | …     | …     |
| Псковский        | 87,5 %  | 7,8 %   | 1,7 %  | …     | …     |
| Торопецкий       | 92,7 %  | 3,0 %   | 1,4 %  | 1,7 % | …     |
| Холмский         | 93,4 %  | 2,5 %   | 1,1 %  | …     | 1,1 % |

Национальный состав Псковской губернии в 1926 году
 с учётом присоединённых в 1924 году территорий Невельского, Себежского и Велижского уездов (переданных из состава Витебской губернии) с большой долей белорусского и еврейского населения; но без учёта отданных в 1920 году частей Псковского и Островского уездов с пригородом Печоры и сельцом — ж.д. станцией Пыталово с их окрестностями (переданных из состава Псковской губернии в состав Эстонии и Латвии соответственно) с большой долей эстонского и латышского населения
| Национальность     | В 1926 году, чел. | %        |
| ------------------ | ----------------- | -------- |
| Русские            | 1 695 739         | 94,83 %  |
| Белорусы           | 34 277            | 1,92 %   |
| Евреи              | 22 664            | 1,27 %   |
| Эстонцы            | 13 241            | 0,74 %   |
| Латыши             | 10 583            | 0,59 %   |
| Поляки             | 5971              | 0,33 %   |
| Цыгане             | 1760              | 0,10 %   |
| Немцы              | 1115              | 0,06 %   |
| Украинцы           | 858               | 0,05 %   |
| Литовцы            | 733               | 0,04 %   |
| Латгальцы          | 378               | 0,02 %   |
| Татары             | 265               | 0,01 %   |
| Финны              | 85                | 0,00 %   |
| Чуваши             | 63                | 0,00 %   |
| другие             | 493               | 0,03 %   |
| всего граждан СССР | 1 788 233         | 100,00 % |
| иностранцы         | 185               | 0,01 %   |
| всего              | 1 788 418         | 100,00 % |

## Символика
В качестве герба губернии официально был утверждён герб Пскова образца 1781 года, однако также года использовался герб, разработанный по образцу символов других губерний — увенчанный Императорской короной и обрамлённый венком, перевитым Андреевской лентой. (Этот герб не был официально принят до 8 декабря 1856 года). С 1857 по 1917 использовался герб с короной.
- Герб губернии (изд. МВД, 1880 год)
- Герб губернии (изд. Сукачова, 1878 год)
- Современная прорисовка герба (2000-е годы)